# Zeinixx
Zeinixx, de son vrai nom Dieynaba Sidibé, née en 1990, est une graffeuse et slameuse sénégalaise.

## Biographie
Enfant, elle dépense son argent de poche en matériel de dessin. Sa mère souhaite plutôt qu'elle fasse des études de médecine, et jette un jour toutes ses peintures. Elle commence des études de management qu'elle arrête pour se consacrer au graffiti, qu'elle débute en 2008, aux côtés de l'artiste Graffixx et au sein de l'association Africulturban, association vouée à la promotion artistique et sociale. Elle est ainsi la première femme graffeuse du Sénégal.
Elle est chargée de communication de l'association Africulturban. Elle a en parallèle de ses activités une carrière de slameuse avec Sall Nagari au sein du groupe Le Duo et fait de la décoration d'intérieure en créant des salons à partir de matériaux de récupération, ses différentes activités lui permettant de vivre.

## Expression artistique
Elle utilise ses graffitis pour militer en faveur du droit des femmes et pour s'exprimer sur les problèmes sociaux et environnementaux. 
Le thème de la femme est récurrent dans les œuvres de Zeinixx, qui souhaite faire réfléchir sur la place de la femme dans la société africaine subsaharienne.
Chaque année, pour la journée internationale des droits des femmes le 8 mars, elle participe au projet Women life, une session de graffiti organisée pour l'occasion. Durant le mois octobre rose, elle réalise également une œuvre destinée à marquer les esprits en faveur de la prévention du cancer du sein.
Ses graffitis peuvent se retrouver sur les murs de Dakar, incluant la façade de l'ambassade des États-Unis au Sénégal.